# Haag Dorf
Haag Dorf, früher oft Haag (Dorf) genannt, ist eine Ortschaft und eine Katastralgemeinde der Gemeinde Winklarn im Bezirk Amstetten in Niederösterreich. Die Ortschaft hat 347 Einwohner (Stand 1. Jänner 2024). Bis Ende 1971 war Haag Dorf eine eigenständige Gemeinde.

## Geografie
Die Streusiedlung liegt östlich von Winklarn und nordöstlich des Espachwaldes. Sie ist über die Landesstraße L90 erreichbar, von der einige Nebenstraßen zu den Siedlungsteilen führen. Zur Ortschaft gehören die Lagen Buchen, Franzhausen, Gassen, Grub, Haag, Haidenlach, Haidhof, Hubertus, Lehen, Oidn, Ottenholz, Rinnerhof, Schaffenfeld, Schiselhof, Schloss Hubertus, Schwarzöd, Wassering, Weizenfeld und Wolfsöd.

## Geschichte
Laut Adressbuch von Österreich waren im Jahr 1938 in der Ortsgemeinde Haag Dorf zwei Brunnenbauer, ein Lohndrescher, ein Gastwirt, ein Installateur, ein Schmied, zwei Schuster, ein Wagner und mehrere Landwirte ansässig.
Im Jahr 1944 wurden mehrere ungarische Juden als Zwangsarbeiter im landwirtschaftlichen Bereich eingesetzt.
Mit 1. Jänner 1972 wurde im Zuge der Niederösterreichischen Kommunalstrukturverbesserung die bis dahin selbständige Gemeinde Haag nach Winklarn eingemeindet.

## Siedlungsentwicklung
Zum Jahreswechsel 1979/1980 befanden sich in der Ortschaft 105 Bauflächen im Umfang von insgesamt 31.668 m² und 72 Gärten auf 257.808 m², 1989/1990 waren 95 Bauflächen als solche ausgewiesen. 1999/2000 war die Zahl der Bauflächen auf 129 angewachsen und zum Jahreswechsel 2009/2010 waren es 136 Gebäude auf 238 Bauflächen.

## Landwirtschaft
Die Katastralgemeinde ist landwirtschaftlich geprägt. Zum Jahreswechsel 1979/1980 wurden 357 Hektar landwirtschaftlich genutzt und 69 Hektar waren forstwirtschaftlich geführte Waldflächen. 1999/2000 wurde auf 373 Hektar Landwirtschaft betrieben und 73 Hektar waren als forstwirtschaftlich genutzte Flächen ausgewiesen. Ende 2018 waren 356 Hektar als landwirtschaftliche Flächen genutzt und Forstwirtschaft wurde auf 71 Hektar betrieben. Die durchschnittliche Bodenklimazahl von Haag Dorf beträgt 44,3 (Stand 2010).